# Almaçudi
Alboácem Ali ibne Huceine ibne Ali Almaçudi (Abul Hasan Ali Ibn Husain Ibn Ali Al-Masudi, lit. "Alboácem Ali, filho de Huceine, filho de Ali Almaçudi"; Baguedade, cerca de 888 - Cairo, 956), mais conhecido somente como Almaçudi, foi um estudioso conhecido como o Heródoto-árabe, que combinou história e geografia num tratado de mais de 30 volumes sobre as suas viagens na Europa, Médio Oriente e países do Oceano Índico. Deles, apenas dois sobreviveram

## Vida
Almaçudi era descendente de Abedalá ibne Maçude, da tribo dos Mutazilitas, um dos companheiros de Maomé. O seu primeiro livro Muruj-al-Thahabwa al-Ma'adin al-Jawahir ("Searas de ouro e minas de pedras preciosas") foi terminado em Baçorá, em 947, e nele Almaçudi descreveu as suas experiências com judeus, iranianos, indianos, cristãos e dos zanjes ou negros de África. De Baçorá ele mudou-se para o Cairo, onde escreveu o seu segundo livro, Hezār-o yek šab (As Mil e Uma Noites) em 954  uma série de histórias em cadeia narrados por Xerazade, esposa do rei Xariar A seguir, ele preparou um suplemento, a que ele chamou Kitab al-Ausat, com a lista cronológica dos acontecimentos históricos descritos no anterior. Em 957, ano da sua morte, Almaçudi terminou o seu último livro, Kitab al-Tanbih wa al-Ishraf, que inclui um resumo dos anteriores.
Na sua obra, Almaçudi descreve as terras de Sofala e da importância da mineração e comércio entre a costa índica africana e os árabes e indianos que ali se haviam estabelecido. Duma forma científica, Almaçudi tentou identificar as causas do terramoto de 955, além de discutir as características da água do mar Vermelho e outras questões geológicas. Foi igualmente o primeiro autor a descrever os moinhos de vento, que foram inventados pelos muçulmanos de Sijistão.
Almaçudi deixou ainda importantes contribuições para a música: no seu livro Muruj al-Thahab ele fornece informações detalhadas sobre a música árabe antiga, assim como de outros países.
Outro aspeto do ecletismo de Almaçudi é a sua antevisão da teoria da evolução, propondo ligações entre os minerais e as plantas, entre estas e os animais e mesmo entre estes e o homem.
Em seu livro Prados de ouro e minas de gemas (em árabe: مروج الذهب ومعادن الجوهر) de 947, Almaçudi relata as viagem de um jovem nascido em Córdoba de nome Khachkhach junto com seus companheiros por terras além do oceano Atlântico e do mar Mediterrâneo de onde voltaram com grandes riquezas, essa história seria conhecida por todos na Espanha e revela o conhecimento das terras americanas na Península Ibérica muito antes dos tempos de Colombo e Cabral. [carece de fontes?]